# Камполи дел Монте Табурно
Ка̀мполи дел Мо̀нте Табу̀рно (на италиански: Campoli del Monte Taburno) е село и община в Южна Италия, провинция Беневенто, регион Кампания. Разположено е на 439 m надморска височина. Населението на общината е 1539 души (към 2010 г.).